# Tomislav Nikolić
Tomislav Nikolić (en cyrillique serbe Томислав Николић), né le 15 février 1952 à Kragujevac, est un homme d'État serbe, président de la république de Serbie du 31 mai 2012 au 31 mai 2017.
Nikolić est le président par intérim du Parti radical serbe en l'absence de Vojislav Šešelj et président de l'Assemblée nationale du 7 au 13 mai 2007. Candidat aux élections présidentielles de Serbie de 2004 et 2008, il est à chaque fois battu par Boris Tadić au second tour. Il est finalement élu président de la République en battant Tadić au second tour de l'élection présidentielle de 2012.

## Formation et parcours professionnel
Nikolić suit une formation technique de génie en construction et travaille d'abord pour la société Žegrap. Il dirige la construction de la voie de chemin de fer entre Belgrade et Bar, ainsi que d'autres chantiers à Majdanpek, Priboj, Prijepolje, Trebinje, Belgrade. Pendant 12 ans, il dirige le service des investissements de la société 22. decembar, avant de devenir directeur technique des travaux communaux de Kragujevac.

## Parcours politique

### Engagement en politique
En 1990, il adhère au Parti radical populaire qui s'unit ensuite avec le mouvement tchetnik serbe pour former le Parti radical serbe. Nikolić adhère au nouveau parti le 23 janvier 1991 dont il devient rapidement vice-président, réélu à trois reprises par le congrès.
Tomislav Nikolić est député de l'Assemblée nationale serbe depuis 1991, le seul député à avoir siégé continûment depuis cette date. Sous la présidence de Slobodan Milošević et du parti socialiste de Serbie, Šešelj et Nikolić sont chacun condamnés à trois mois de prison dans la prison de Gnjilane.

### Au sommet du SRS
En mars 1998, le Parti radical forme une coalition avec le Parti socialiste et Nikolić devient vice-président du gouvernement de Serbie, puis, fin 1999, vice-président du gouvernement fédéral de la République fédérale de Yougoslavie jusqu'en 2000.
Nikolić est candidat à l'élection présidentielle serbe de 2000 et finit troisième derrière Vojislav Koštunica et Slobodan Milošević. Nikolić se représente en 2004 et obtient 30,1 % des voix au premier tour le 13 juin avant de perdre au second tour, le 27 juin, contre Boris Tadić avec 45,4 % des voix.
En 2005, des propos de Nataša Kandić sont publiés dans les médias serbes accusant Nikolić de participation à un groupe paramilitaire serbe pendant les guerres de Yougoslavie. Ce groupe aurait tué plusieurs civils dans le village croate d'Antin au nord de Vinkovci. Nikolić a confirmé avoir séjourné à Antin à l'époque mais qu'aucun civil n'y est mort durant cette période. Le SRS a poursuivi Kandić pour diffamation.
Lors des élections législatives de 2007, le PRS obtient 28,59 % des voix et devient le premier parti à l'Assemblée nationale serbe.
Le 7 mai, Nikolić est élu président de l'Assemblée nationale serbe avec 144 voix sur 244. Nikolić est candidat à l'élection présidentielle au second tour le 3 février. Nikolić est battu par Tadić avec 47,71 % des voix contre 50,57 %.

### Mise à l'écart et création du SNS
Le 6 septembre 2008, il démissionne de la présidence du Parti radical serbe en raison de l'opposition du bureau politique à une ouverture vers l'Union européenne de la Serbie. Šešelj fait savoir qu'il désapprouve la décision de Nikolić de soutenir au Parlement la loi d'ouverture de la Serbie vers l'UE. Après réunion du bureau politique du SRS, la position de Nikolić se révèle minoritaire. Il décide alors de démissionner et fonde alors le SNS, parti de droite favorable à l'UE.

### À la présidence de la République
Tomislav Nikolić se présente de nouveau à l'élection présidentielle de 2012 et remporte celle-ci au second tour le 20 mai en obtenant 51,2 % face à Boris Tadić. Il prête serment et est investi président de la république de Serbie le 31 mai 2012.
Le jour même de son investiture, il déclare à la télévision monténégrine qu'« il n'y a pas eu de génocide à Srebrenica », ajoutant qu'« il est très difficile d'inculper et prouver devant un tribunal qu'un événement avait la forme d'un génocide ». Cependant, l'année suivante, lors d'un entretien à la télévision bosnienne BHT dont des extraits paraissent dès le 25 avril 2013, deux jours avant sa diffusion intégrale, il demande « que la Serbie soit pardonnée pour le crime commis à Srebrenica », sans toutefois aller jusqu'à reprendre le terme de « génocide ».
En 2017, il décide de ne pas briguer un second mandat.

## Situation familiale
Tomislav Nikolić est marié à Dragica, et le couple a deux fils : Radomir et Branislav.

## Écrits
Tomislav Nikolić a publié une dizaine d'ouvrages sur la politique.